# Nicolas Giudici
Pour les articles homonymes, voir Giudici.

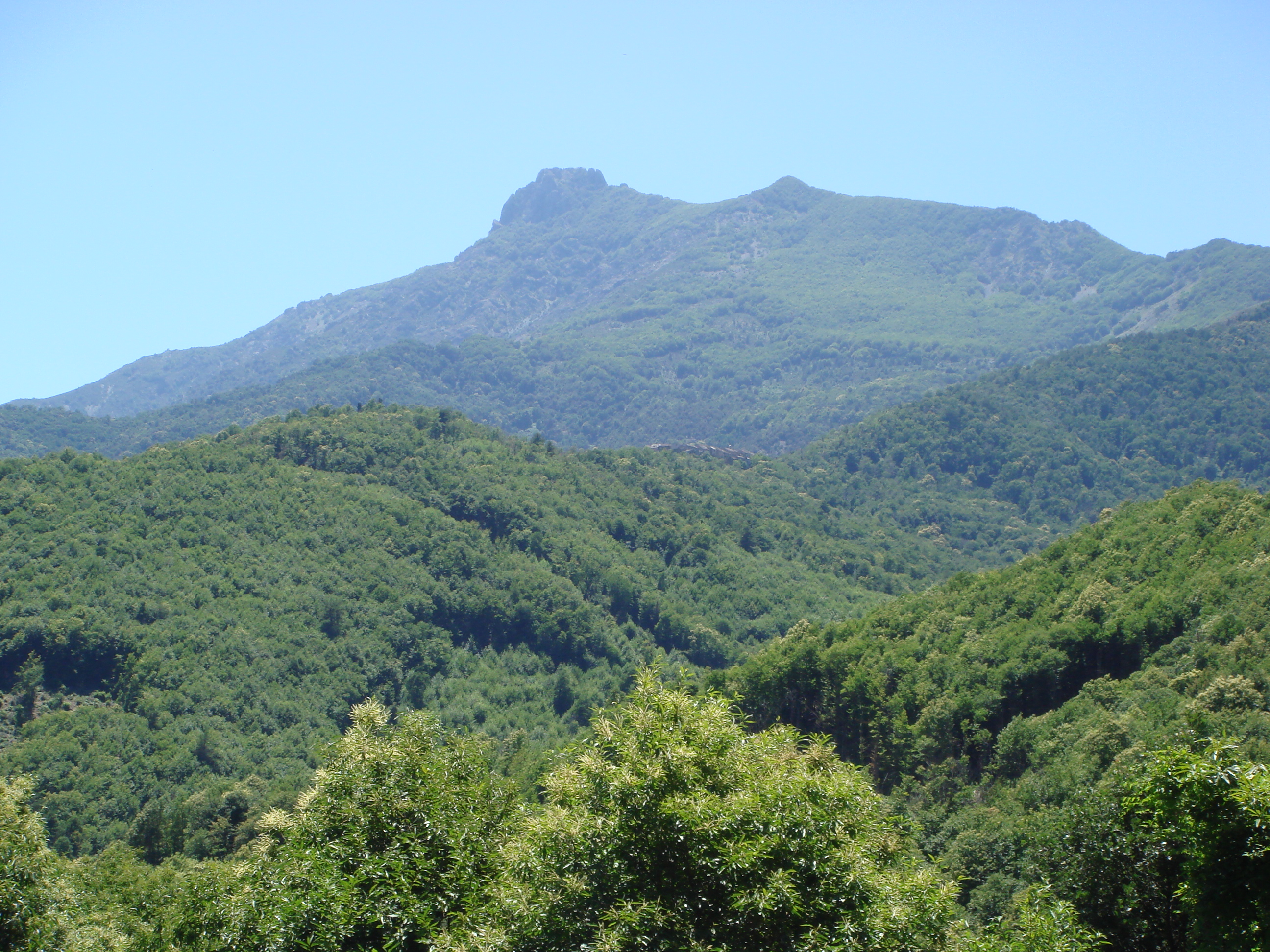
La vallée de l'Ampugnani et le sommet du San Petrone, près de Polveroso.

Nicolas Giudici est né en Corse le 11 mai 1949 à Polveroso. Retrouvé mort sur un chemin de terre à Piedigriggio, près de Corte le 17 juin 2001, il est d'abord enseignant, puis journaliste et enfin écrivain.

## Biographie
Né en 1949 en Corse, dans le village de Polveroso et résidant à Cannes, Nicolas Giudici est journaliste et écrivain. Sa carrière débute en 1976 dans l’enseignement où il est professeur agrégé de philosophie au Cours Cannois (Cannes). Après de brillantes études au lycée Marbeuf de Bastia, puis à la faculté de Nice, Nicolas Giudici tourne le dos à l’éducation nationale, préférant se tourner en 1979 vers le journalisme. En 1999, il décide de se consacrer uniquement à l’écriture et à sa passion de la montagne.
Son travail de réflexion se compose de trois livres : Le Crépuscule des Corses publié en janvier 1997 aux éditions Grasset, Le problème Corse aux Éditions Milan, éditeur toulousain, en 1998, et La philosophie du Mont Blanc, paru en 2000 de nouveau chez Grasset. Il dénonce, dans ses écrits et dans sa pratique de journaliste, des réseaux qui gangrènent la Corse.

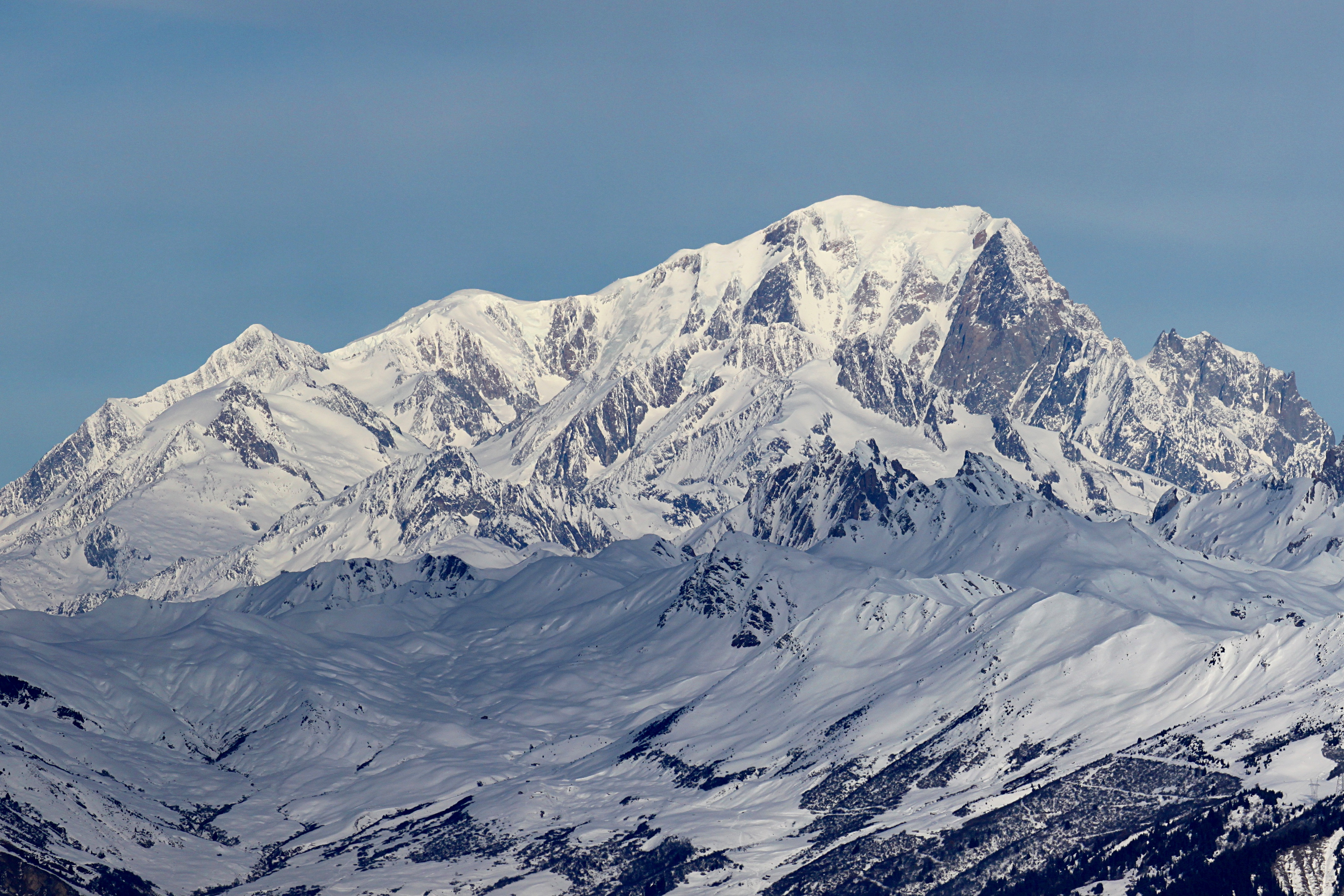
Face sud du Mont Blanc en hiver.

Il est assassiné le 17 juin 2001 en Haute-Corse, victime d’un crime crapuleux près de Corte, où il participe à une réunion d’universitaires et de chercheurs sur le thème du droit du travail, sans rapport avec la question Corse. Il est alors en train de préparer la soutenance d'une thèse à l'université de Nice, sur l'origine de la société des loisirs, à partir de l'expérience du Mont-Blanc.

## Ouvrages
- Le Crépuscule des Corses : clientélisme, identité et vendetta, éd. Grasset ; lire en ligne, 1er janvier 1997  (ISBN 2246538610)
- Le problème Corse, éd. Milan ; lire en ligne, 15 janvier 1998  (ISBN 2841136124)
- La philosophie du Mont Blanc : de l'alpinisme à l'économie immatérielle, éd. Grasset; lire en ligne, 1er février 2000  (ISBN 2246574811)